# Miguel Ángel López Nicolás

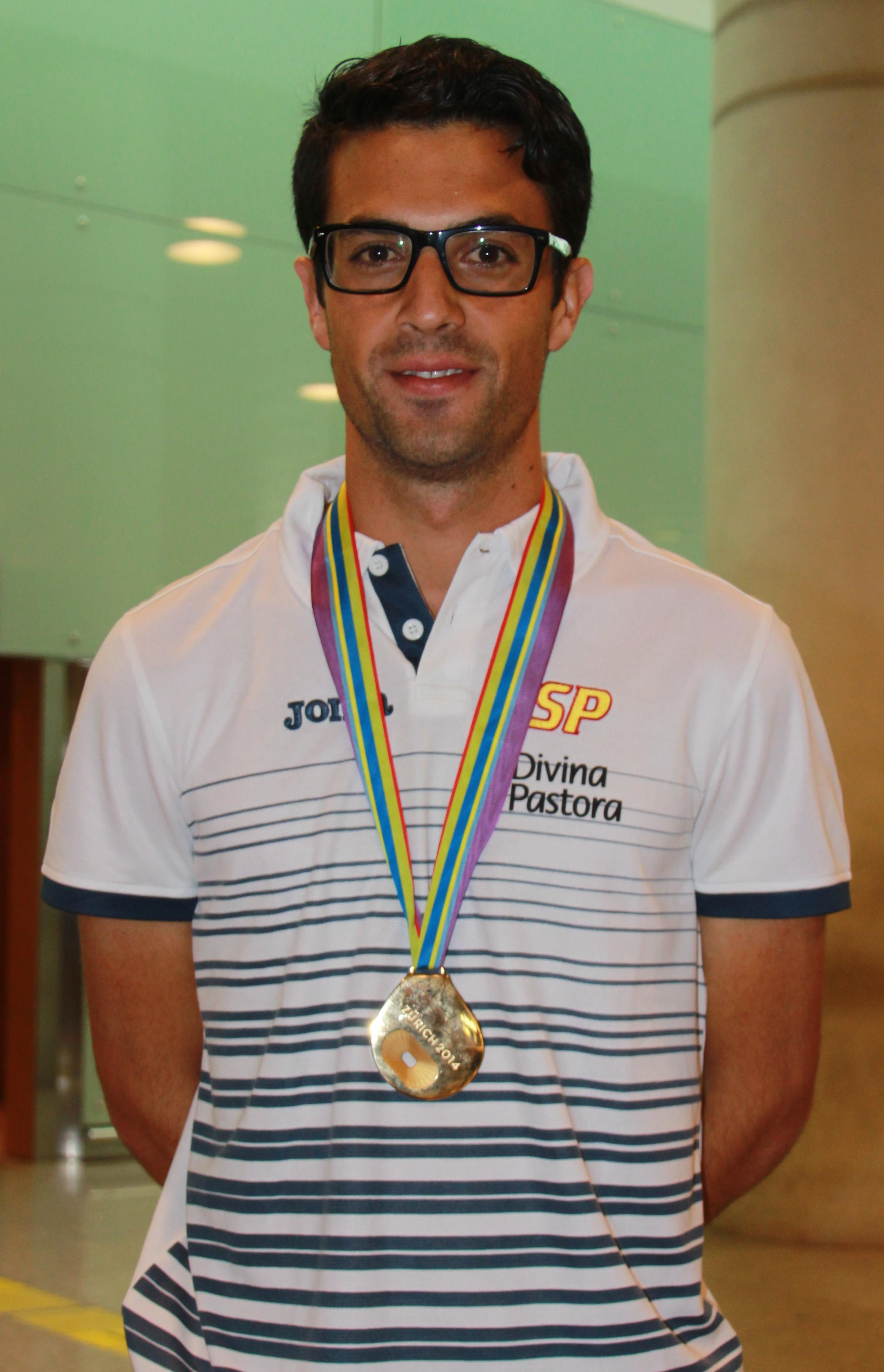
Campeón de Europa de Marcha Atlética en Zúrich 2014.

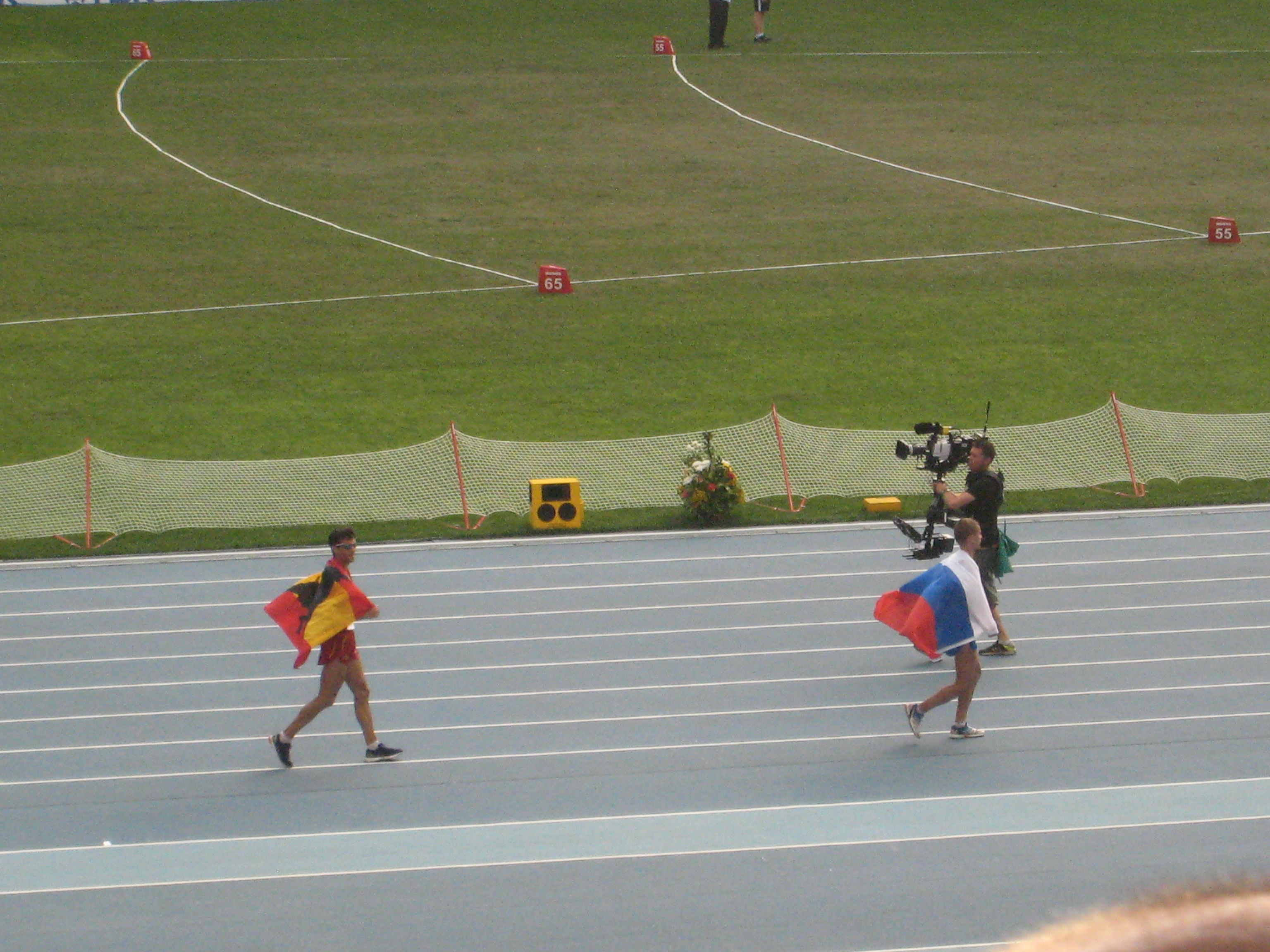
Campeonato Mundial de Atletismo de 2013, celebrado en Moscú

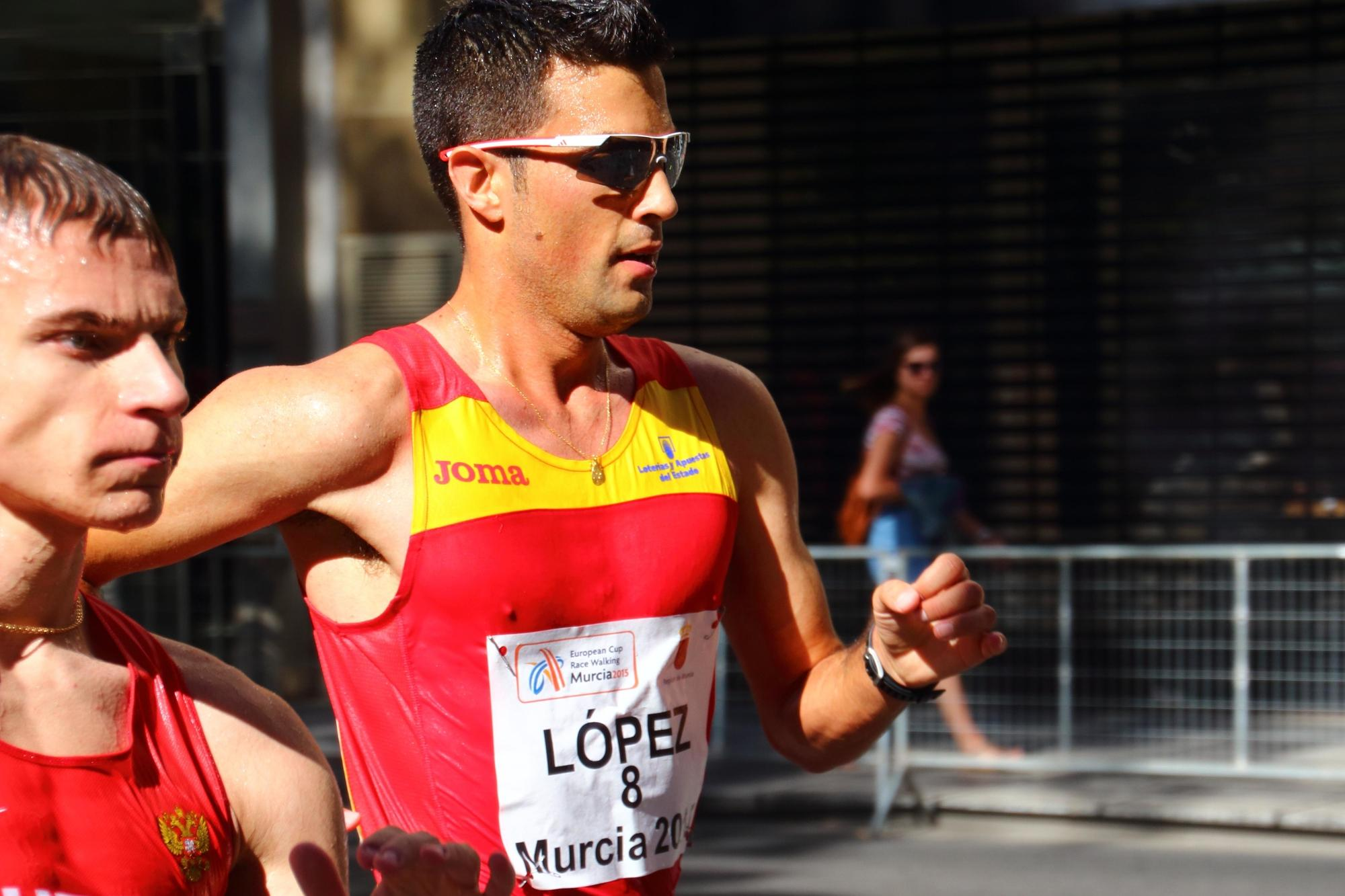
Campeón en la Copa de Europa de Marcha Atlética en 2015.

Miguel Ángel López Nicolás (Llano de Brujas, Murcia, 3 de julio de 1988) es un atleta español especializado en marcha atlética.

## Trayectoria deportiva
En categoría absoluta, Miguel Ángel López empezó a competir principalmente en los 20 km marcha. Fue quinto puesto y diploma olímpico en los Juegos Olímpicos de Londres 2012. En el Campeonato Mundial de Atletismo de 2013 celebrado en Moscú (Rusia) ganó la medalla de bronce en dicha especialidad. y en la Copa del Mundo, celebrada en Taicang el 4 de mayo de 2014, consiguió la quinta posición y la que fue su mejor marca personal hasta el campeonato mundial de 2015.
El 13 de agosto de 2014, en el Campeonato Europeo de Atletismo de 2014 celebrado en la ciudad de Zúrich, se alzó con la medalla de oro con un tiempo de 1:19:44 sobre la distancia de 20 km. Un año después, el 23 de agosto de 2015, alcanzó de nuevo el oro en el Campeonato Mundial de Atletismo de 2015 celebrado en la ciudad de Pekín con un tiempo de 1:19:14, nueva marca personal.
Tras una actuación por debajo de lo esperado en los Juegos Olímpicos de Río 2016, López atravesó un bache de resultados durante varios años. Pero en 2022 comenzó a competir en los 35 km marcha, distancia en la que consiguió volver a ser campeón de Europa.
Su entrenador es José Antonio Carrillo.
Es estudiante del Grado en Ciencias de la Actividad Física y del Deporte por la Universidad Católica de Murcia (UCAM).

## Reconocimientos
Ha sido elegido 4 veces como Mejor Atleta Español del año, en 2012, 2013, 2014 y 2015.
El 18 de marzo de 2014 su población, Llano de Brujas, le homenajeó poniendo su nombre a un jardín.
En el BOE del 12 de agosto de 2014 apareció el ingreso de Miguel Ángel López y de su entrenador, José Antonio Carrillo, como nuevos miembros de la Real Orden del Mérito Deportivo con la distinción de Medalla de Bronce. La medalla les fue entregada el 27 de noviembre de 2014 en el Museo Reina Sofía de Madrid.

## Palmarés nacional
Actualizado el 30 de agosto de 2015.
- Campeón de España Absoluto de 35km marcha en ruta (2015)
- Campeón de España Absoluto de 20 km marcha en ruta (2010-2012-2015), subcampeón (2013-2014) y 3º (2009-2011)[12]
- Campeón de España Absoluto de 10.000m marcha en pista (2010-2012-2013-2014-2015) y subcampeón (2011)[12]
- Campeón de España Universitario de 10.000m marcha en pista (2011-2012-2014) y subcampeón (2013)[12]
- Campeón de España Promesa de 20 km marcha en ruta (2008-2009-2010)
- Campeón de España Promesa de 10.000m marcha en pista (2008-2009-2010)
- Campeón de España Júnior de 10 km marcha (2006-2007)
- Campeón de España Júnior de 10.000m marcha en pista (2006-2007)
- Campeón de España Juvenil de 10 km marcha en ruta (2005) y subcampeón (2004)[12]
- Campeón de España Juvenil de 10.000m marcha en pista (2004-2005)
- Campeón de España Cadete de 5 km marcha en ruta (2003)[17]
- Campeón de España Cadete de 5000 m marcha en pista (2003)

## Resultados internacionales
| Representando España | Representando España         | Representando España       | Representando España | Representando España |
| Año                  | Competición                  | Lugar                      | Resultado            | Distancia            |
| -------------------- | ---------------------------- | -------------------------- | -------------------- | -------------------- |
| 2005                 | Copa de Europa de Marcha     | Miskolc, Hungría           | 11º (43:47)          | 10 km                |
| 2005                 | Campeonato del Mundo Juvenil | Marrakech, Marruecos       | 6º (45:54.41)        | 10.000 m             |
| 2005                 | Campeonato de Europa Junior  | Kaunas, Lituania           | 9º (42:49.72)        | 10 km                |
| 2006                 | Copa del Mundo de Marcha     | La Coruña, España          | 2º (41:41)           | 10 km                |
| 2006                 | Campeonato del Mundo Junior  | Pekín, China               | 14º (45:54.41)       | 10.000 m             |
| 2007                 | Copa de Europa de Marcha     | Leamington, Reino Unido    | 2º (40:49)           | 10 km                |
| 2007                 | Campeonato de Europa Junior  | Hengelo, Países Bajos      | 8º (42:36.60)        | 10.000 m             |
| 2008                 | Copa del Mundo de Marcha     | Cheboksary, Rusia          | 35º (1:23:44)        | 20 km                |
| 2008                 | Campeonato Iberoamericano    | Iquique, Chile             | 4º (1:24:52.51)      | 20.000 m             |
| 2009                 | Copa de Europa de Marcha     | Metz, Francia              | 13º (1:29:23)        | 20 km                |
| 2009                 | Campeonato de Europa Sub-23  | Kaunas, Lituania           | 1º (1:22:23)         | 20 km                |
| 2010                 | Copa del Mundo de Marcha     | Chihuahua, México          | 12º (1:24:32)        | 20 km                |
| 2010                 | Campeonato de Europa         | Barcelona, España          | 13º (1:24:28)        | 20 km                |
| 2011                 | Copa de Europa de Marcha     | Olhao, Portugal            | 5º (1:24:37)         | 20 km                |
| 2011                 | Campeonato del Mundo         | Daegu, Corea del Sur       | 13º (1:23:41)        | 20 km                |
| 2012                 | Copa del Mundo de Marcha     | Saransk, Rusia             | 40.º (1:25:31)       | 20 km                |
| 2012                 | Juegos Olímpicos             | Londres, Reino Unido       | 5º (1:19:49)         | 20 km                |
| 2013                 | Copa de Europa de Marcha     | Dudince, Eslovaquia        | 2º (1:21:49)         | 20 km                |
| 2013                 | Campeonato del Mundo         | Moscú, Rusia               | 2º (1:21:21)         | 20 km                |
| 2014                 | Copa del Mundo de Marcha     | Taicang, China             | 5º (1:19:21)         | 20 km                |
| 2014                 | Campeonato de Europa         | Zúrich, Suiza              | 1º (1:19:44)         | 20 km                |
| 2015                 | Copa de Europa de Marcha     | Murcia, España             | 1º (1:19:52)         | 20 km                |
| 2015                 | Campeonato del Mundo         | Pekín, China               | 1º (1:19:14)         | 20 km                |
| 2016                 | Copa del Mundo de Marcha     | Roma, Italia               | 33º (1:22:46)        | 20 km                |
| 2016                 | Juegos Olímpicos             | Río de Janeiro, Brasil     | 11º (1:20:58)        | 20 km                |
| 2016                 | Juegos Olímpicos             | Río de Janeiro, Brasil     | DNF                  | 50 km                |
| 2017                 | Copa de Europa de Marcha     | Poděbrady, República Checa | 2º (1:20:21)         | 20 km                |
| 2019                 | Campeonato del Mundo         | Doha, Catar                | 26º (1:35:00)        | 20 km                |
| 2022                 | Campeonato del Mundo         | Eugene, Estados Unidos     | 10º (2:25:58)        | 35 km                |
| 2022                 | Campeonato de Europa         | Múnich, Alemania           | 1.º (2:26:49)        | 35 km                |
| 2023                 | Campeonato del Mundo         | Budapest, Hungría          | 12.º (2:29:32)       | 35 km                |

## Mejores marcas personales
| Mejores marcas personales | Mejores marcas personales | Mejores marcas personales | Mejores marcas personales |
| Distancia                 | Tiempo                    | Lugar                     | Fecha                     |
| ------------------------- | ------------------------- | ------------------------- | ------------------------- |
| 5,000 m                   | 18:46,95                  | Murcia, España            | 26 de junio de 2016       |
| 10,000 m                  | 38:06,28                  | Gijón, España             | 24 de julio de 2016       |
| 10 km                     | 39:29                     | La Coruña, España         | 6 de junio de 2015        |
| 20,000 m                  | 1:24:52,51                | Iquique, Chile            | 15 de junio de 2008       |
| 20 km                     | 1:19:14                   | Pekín, China              | 23 de agosto de 2015      |
| 35 km                     | 2:25:58                   | Eugene, Estados Unidos    | 24 de julio de 2022       |
| 50 km                     | 3:53:52                   | Motril, España            | 28 de febrero de 2016     |
| PC - Pista Cubierta       |                           |                           |                           |